# Beleg van Jasna Góra
Het Beleg van Jasna Góra, minder bekend als de Slag bij Częstochowa, vond plaats in de winter van 1655 tijdens de Tweede Noordse Oorlog tussen het koninkrijk Zweden en de monniken van het gefortificeerde klooster van Jasna Góra die werden versterkt door de lokale adel.

## Aanloop
In de jaren na 1648 had het Pools-Litouwse Gemenebest te maken met de nodige conflicten. In dat jaar brak in de landstreek Oekraïne de Chmelnytsky-opstand uit en in 1654 sloten de Russen een verdrag met de in opstand gekomen kozakken tegen het Gemenebest. Door dit verdrag waren de Zweden genoodzaakt om Noord-Polen en het groothertogdom Litouwen binnen te vallen. De Zweedse opmars door de landen van het Gemenebest zou in het Pools bekend komen te staan als de Potop (Zondvloed). Door de grote onrust vluchtte koning-groothertog Jan II Casimir van Polen naar het domein van zijn vrouw in Silezië.
Met de Zweden in aankomst vreesden de monniken van Jasna Góra ervoor dat de protestante Zweden hun klooster zouden plunderen. Het icoon van de Zwarte Madonna van Częstochowa werd vervangen door een kopie en het origineel werd in het geheim veilig gesteld in het kasteel van Lubliniec en later in het klooster van Mochów tussen de steden Prudnik en Głogówek. Om het klooster te versterken werden 160 huurlingen ingehuurd en werden er zestig musketten aangeschaft voor de zeventig monniken van het klooster. Ook werd het klooster versterkt met twaalf kanonnen die werden gestuurd door de slotvoogd van Krakau. Uiteindelijk had het klooster ruim 300 man die het verdedigde met een totaal van 30 kanonnen.
De Zweden probeerden aanvankelijk door middel van onderhandeling het klooster in handen te krijgen. Op 8 november vroeg Jan Wejhard om zich in te kwartieren in het klooster met zijn 300 soldaten, maar het werd hen verboden om het klooster te betreden. Ondertussen weigerde de prior van het klooster, Augustyn Kordecki, om de Zweedse koning als zijn koning te erkennen. Op 18 november weigerde hij opnieuw om een Zweeds leger van een plek in zijn klooster te voorzien waarop de Zweedse generaal Burchard Müller von der Luhnen besloot het klooster te belegeren.

## Beleg

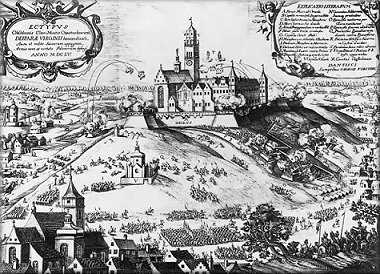
Gravure van het Beleg van Jasna Góra

De Zweden hadden een numeriek overtal ten op zichtte van de verdedigers, maar ze hadden slechts twaalf kanonnen terwijl de Polen ruim het dubbele aan kanonnen hadden. Op 28 november deden de verdedigers een uitval waarbij ze in staat waren om twee kanonnen te vernietigen. Er volgden daarop onderhandelingen, maar die liepen nergens op uit. Aan het einde van november kregen de Zweden versterking van zo'n 600 man en drie kanonnen. Op 10 december volgde er een nieuwe versterking met een aantal zware kanonnen. Hun kanonnen wisten de noordelijke muur van het klooster zwaar te beschadigen, maar ook het bastion van de Heilige Drie-eenheid.
Op 14 december deden de Polen een nieuwe uitval. Hierbij slaagden ze erin om een van de redoutes te vernietigen als wel een van de 24-ponders. Hierop namen de Zweden de zuidelijke muur van het klooster onder schot en begonnen ze met het graven van een tunnel. Op 20 december werd er een nieuwe uitval gedaan. Ditmaal werden twee kanonnen vernietigd en doodden ze de meeste mijnwerkers in de tunnel. Kordecki weigerde op 24 december nogmaals om zich over te geven. Drie dagen later besloten de Zweden om het beleg van het klooster op te geven. Toch zouden de Zweden in de komende weken nog diverse verrassingsaanvallen op het klooster proberen uit te voeren.

## Nasleep
Jasna Góra bleek de enige sterkte in Polen te zijn die de Zweden niet konden veroveren. Toen in december de Zweden hun beleg staakten begonnen de Polen weer aan kracht te winnen en de verdediging van Jasna Góra gaf hen ook een morele boost. In de jaren die volgden zouden de Zweden verdreven worden uit Polen en konden de Pools-Litouwse troepen zelfs de Deense eilanden aanvallen.

## In populaire media
Het beleg van Jasna Góra werd vooral bekend door de uitgebreide verhandeling die romanschrijver Henryk Sienkiewicz over het beleg schreef in zijn roman Potop. In 1974 werd dit boek ook verfilmd.